# Dagong Global Credit Rating
 Dagong Global Credit Rating Co, Ltd  és una agència de qualificació de risc xinesa creada el 2009, dedicada a l'elaboració i publicació periòdica de qualificacions de riscos d'accions i obligacions. Té la seu central a Pequín i oficines regionals a Xangai, Anhui, Chongqing i altres importants ciutats xineses.